# Nelly Tuikong
Nelly Tuikong là một y tá, doanh nhân và giám đốc điều hành kinh doanh người Kenya, là người sáng lập và giám đốc điều hành của Pauline Cosmetics Limited, một công ty có trụ sở tại Nairobi được thành lập năm 2013, hoạt động kinh doanh năm 2014.

## Bối cảnh và giáo dục
Nelly sinh ra và lớn lên ở Kenya. Cô là con gái giữa và là con gái duy nhất trong một gia đình có ba anh chị em ruột. Cô theo học trường tiểu học Kapsabet Academy ở quận Nandi và trường tiểu học nữ sinh Eregi, ở huyện Kakamega. Sau đó, cô được chuyển đến trường trung học Tachasis Girls của Saint Mary, ở Quận Nandi, tốt nghiệp trung học vào năm 2002.
Sau khi tốt nghiệp trung học, mẹ của Nelly không thể trả học phí đại học. Thay vào đó, Nelly tình nguyện tại Trung tâm Nhi khoa Sally Test, ở Eldoret. Trong khi ở đó, cô gặp Stephen Leapman và vợ Judy Leapman, người tình nguyện tài trợ cho giáo dục của mình tại Đại học Indiana và để lưu trữ cô ấy trong khi ở Hoa Kỳ. Cô tốt nghiệp Trường Y tá Điều dưỡng IU với bằng Cử nhân Khoa học điều dưỡng (BSN). [3]

## Sự nghiệp
Sau đại học, cô bắt đầu làm y tá chăm sóc bệnh nhân ở bang Indiana, Hoa Kỳ. Tuy nhiên, trong năm 2010, cô bắt đầu khám phá khả năng bắt đầu một dòng sản phẩm làm đẹp hướng tới phụ nữ châu Phi. Với 400 đô la Mỹ (khoảng Sh40.800), Nelly Tuikong bắt đầu Pauline Cosmetics (đặt theo tên mẹ cô). Cô nghiên cứu trực tuyến và tiếp cận Kiralee Hubbard, một nghệ sĩ trang điểm người Mỹ sở hữu Eye Max Cosmetics cho lời khuyên và cố vấn. Nelly đã quyết định bắt đầu với bốn dòng sản phẩm: son môi, son bóng, mascara và phấn mắt.
Năm 2012, cô chuyển về quê hương Kenya và định cư ở Eldoret. Sau khoảng ba năm mắc lỗi khởi đầu sự nghiệp (cô đã đặt hàng lượng lớn mỹ phẩm trước khi phát triển thị trường), cô bắt đầu phân phối dòng sản phẩm của mình thông qua các cửa hàng bán lẻ một cách bền vững. Tính đến tháng 2 năm 2016, cô đã cung cấp sản phẩm cho hơn 40 cửa hàng bán lẻ ở Kenya, với kế hoạch mở rộng sang các nước Đông Phi khác, bao gồm Uganda và Rwanda.